# Tomorrow/枯れない花
「tomorrow/枯れない花」（トゥモロー/かれないはな）は、2002年2月20日に発売された下川みくにの7作目のシングル。
販売元はポニーキャニオン。

## 解説
- 両A面シングルとして発売。前作「Alone」から1年3か月のブランクを置いて発売された。
- 「tomorrow」はWOWOWアニメ『フルメタル・パニック!』のオープニングテーマ、「枯れない花」は同アニメのエンディングテーマとなった。下川の作詞・作曲による曲がシングルのメインとなるのは初めてであり、また、下川のシングルとしては初めて3曲収録となった。
- Something ELseが「tomorrow」でコーラスとして参加している。

## 収録曲
1. tomorrow [3:34]
作詞・作曲：下川みくに、編曲：ab:fly・中山信彦、コーラスアレンジ：Something ELse
2. 枯れない花 [4:31]
作詞：小林夏海、作曲・編曲：ab:fly
3. キミノユメ [3:36]
作詞：下川みくに、作曲・編曲：ab:fly
4. tomorrow（instrumental）
5. 枯れない花（instrumental）

## 収録アルバム
tomorrow
- 392 〜mikuni shimokawa BEST SELECTION〜 （2002年9月19日発売）- 「CMJK remix」として収録
- Mikuni Shimokawa Singles & Movies（2005年8月18日発売）
- Reprise ～下川みくにアニソンベスト～（2007年12月19日発売）- Disc2に収録
- 9 -Que!!- 下川みくにセルフカバーアルバム（2008年3月19日発売）
- 翼 ～Very Best of Mikuni Shimokawa～（2009年8月5日発売）

枯れない花
- 392 〜mikuni shimokawa BEST SELECTION〜
- Mikuni Shimokawa Singles & Movies
- Reprise ～下川みくにアニソンベスト～ - Disc2に収録
- 9 -Que!!- 下川みくにセルフカバーアルバム
- 翼 ～Very Best of Mikuni Shimokawa～

キミノユメ
- キミノウタ（2004年11月24日発売）- 「完全版」として収録